# Giuseppe De Simone
Giuseppe De Simone (Tora e Piccilli, 6 luglio 1843 – Sparanise, 7 gennaio 1902) è stato un politico italiano.
Fu senatore del Regno d'Italia nella XVIII legislatura.

## Onorificenze
Ordine di Neviano Unificato